# Državna cesta D37
Die Državna cesta D37 (kroatisch für ,Nationalstraße D37‘) ist eine Nationalstraße in Kroatien. Die Straße beginnt im Westen in Glina an der Državna cesta D6 und verläuft in generell nordöstlicher Richtung über Petrinja nach Sisak, sie auf die Državna cesta D36 trifft und an dieser endet.
Die Länge der Straße beläuft sich auf 34,4 km.